# WWE 라이트 헤비웨이트 챔피언십
WWE 라이트 헤비웨이트 챔피언십(WWF Light Heavyweight Championship)은 WWE의 챔피언십이었다. 
이 타이틀은 WWE 크루져웨이트 챔피언십처럼 체중의 제한이 있어서 최대 몸무게가 100kg까지가 되어야 하는 챔피언십이다. 1997년부터 2001년까지 존재했던 챔피언십이다. (2001년에는 WWF이었기 때문에 WWE 라이트 헤비웨이트 챔피언십으로는 보기가 힘들다.) 
1981년부터는 UWA/NJPW(신 일본 프로레슬링)에도 속해있던 챔피언십이지만 별개의 챔피언십으로는 보일 수 밖에 없었다.

## 기록들
- 초대 챔피언 : 페로 아구아요
- 마지막 챔피언 : 엑스 팍
- 최장수 챔피언 : 비야노 III (826일)
- 최단 기간 챔피언 : 페로 아구아요 (8일)
- 최다 챔피언 : 페로 아구아요, 비야노 III (7회)
- 최중량급 챔피언 : 오오타니 신지로 (107kg)
- 최경량급 챔피언 : 더 그레이트 사스케 (82kg)
- 최고령 챔피언 : 페로 아구아요 (43세 9개월)
- 최연소 챔피언 : 에싸 리오스 (21세 10개월)

## 역대 챔피언

### UWA/NJPW(신 일본 프로레슬링)
- 페로 아구아요 (초대 챔피언)
- 피쉬맨
- 크리스 아담스
- 그랜 하마다
- 비야노 III
- 람보
- 상그레 치카나
- 페가수스 키드
- 엘 시그노
- 에어로 플래쉬
- 더 그레이트 사스케
- 엘 서무라이
- 울티모 드래곤
- 쥬신 라이거
- 오오타니 신지로

### WWE
- 타카 미치노쿠
- 크리스찬
- 길버그 (골드버그를 패러디한 프로레슬러)
- 에싸 리오스
- 딘 말렝코
- 스카티 투 하티
- 크래쉬 할리
- 제리 린
- 제프 하디
- 엑스 팍 (마지막 챔피언)
- 타지리

## 같이 보기
- WWE 크루저웨이트 챔피언십 (2016년 이후)
- WWE 크루저웨이트 챔피언십 (1991년 ~ 2007년)
- TNA X-디비전 챔피언십